# Totes Gebirge
Totes Gebirge – pasmo górskie w Austrii, w  Północnych Alpach Wapiennych, leżąca między Salzkammergut-Berge a Alpami Ennstalskimi. Najwyższy szczyt – Großer Priel, 2515 m n.p.m. Nazwa masywu (w nieoficjalnym tłumaczeniu: Góry Martwe) nawiązuje do szaty roślinnej, a właściwie prawie całkowitego jej braku. 

## Topografia

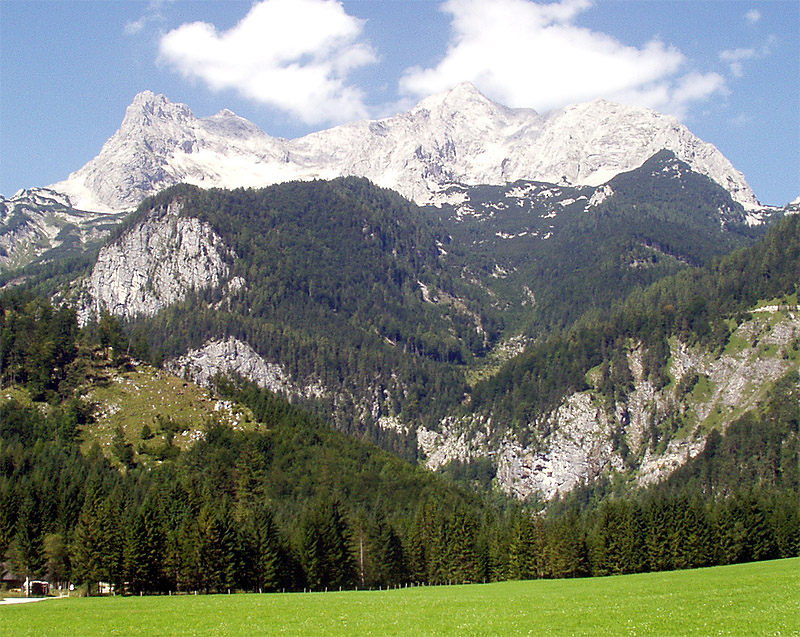
Großer Priel

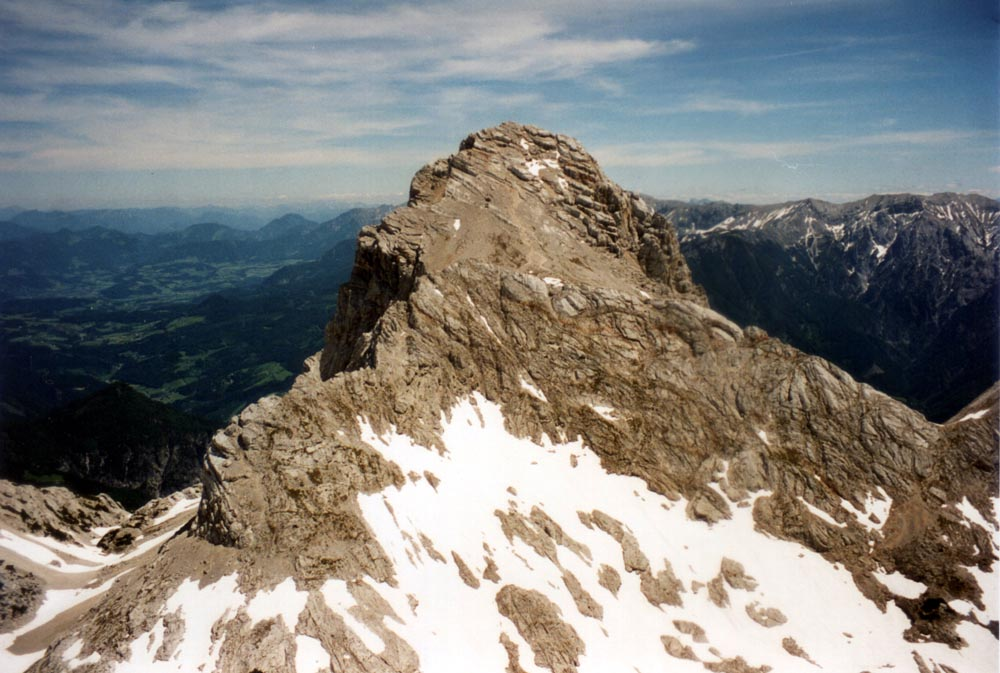
Spitzmauer

Rejon Totes Gebirge ma charakter krasowego płaskowyżu o stromych ścianach, z kilkoma szczytami przekraczającymi wyraźnie wysokość 2000 m n.p.m. Ze względu na nisko położone i głęboko wcięte doliny potoków różnice poziomów w obrębie masywu dochodzą do 2000 m. Najwyższym szczytem masywu jest Großer Priel, 2515 m n.p.m. Nieco niższym, wybitnym szczytem w formie potężnej iglicy skalnej jest Spitzmauer. Innymi ważnymi szczytami są Warscheneck oraz Kleiner Priel. 
Najwyższe szczyty:
| - Großer Priel – 2515 m - Spitzmauer – 2446 m - Schermberg – 2396 m - Große Hochkasten – 2389 m - Warscheneck – 2388 m - Hochmölbing – 2336 m - Hebenkas – 2285 m - Rotgschirr – 2270 m |  | - Weisse Wand – 2193 m - Plankamira – 2178 m - Kleiner Priel – 2134 m - Elm – 2128 m - Schönberg – 2093 m - Woising – 2064 m - Rinnerkogel – 2012 m |

Współrzędne geograficzne: 47°43′N 14°04′E/47,716667 14,066667.

## Geologia
Totes Gebirge zbudowane są ze skał osadowych – białych wapieni i dolomitów powstałych pierwotnie na dnie mórz istniejących w okresie triasu i jury. W wyniku ruchów górotwórczych związanych z orogenezą alpejską osady morskie zostały sprasowane, sfałdowane, a następnie oderwane od podłoża i przemieszczone w postaci licznych płaszczowin. Płaszczowiny te wchodzą w skład tzw. austryjskich jednostek tektonicznych. Płaszczowiny zbudowane z utworów mezozoicznych nasunięte zostały następnie na leżące na północ od nich młodsze utwory typu fliszowego (wieku kredowego i trzeciorzędowego). Ich odsłonięcia znajdują się już poza obszarem Gór Martwych i stanowią one od strony północnej przedpole Północnych Alp Wapiennych. 

## Turystyka i narciarstwo
Totes Gebirge są atrakcyjnym rejonem turystycznym. Istnieje sieć ścieżek górskich, niektóre z nich są znakowane farbą. Niezbyt liczne schroniska wysokogórskie ułatwiają zwiedzanie masywu. Najdogodniejszym punktem wyjścia dla wycieczek górskich jest miejscowość Hinterstoder. 
Hinterstoder jest też znanym ośrodkiem narciarskim. Wyciągi krzesełkowe i orczykowe oraz trasy narciarskie zlokalizowane są na północnych stokach górującego nad Hinterstoder szczytu Höss (ok. 1850 m). Ogólna długość tras zjazdowych wynosi około 35 km. Ze względu na niskie położenie miejscowości Hinterstoder (600 m n.p.m.) najdłuższe, kilkukilometrowe zjazdy pokonują różnicę wzniesień 1250 m. 
Schroniska:
| - Albert-Appel-Haus (1660 m) - Almtalerhaus (714 m) - Dümlerhütte (1495 m) - Ebenseer Hochkogelhaus (1558 m) - Hochmölbinghütte (1685 m) - Ischler Hütte (1369 m) - Lambacher Hütte (1438 m) - Leistalmhütte (1640 m) - Liezener Hütte (1767 m) - Linzer Tauplitzhaus (1645 m) - Loserhütte (1498 m) |  | - Prielschutzhaus (1420 m) - Pühringer Hütte (1637 m) - Rinnerhütte (1473 m) - Schermerhütte (1560 m) - Spechtenseehütte (1045 m) - Theodor-Karl-Holl-Haus (1605 m) - Welser Hütte (1740 m) - Wildenseehütte (1525 m) - Wurzerhütte (1373 m) - Zellerhütte (1575 m) |  |